# Pontien (géologie)
Pour le pape, voir Pontien.
Stratigraphie
Le Pontien est une division stratigraphique obsolète se situant vers la limite Miocène-Pliocène. C'est la deuxième et dernière partie du Miocène supérieur, équivalent au Messinien. Ce terme est encore couramment employé.